# Supercoppa olandese 2024 (pallavolo femminile)
La Supercoppa olandese 2024, 33ª edizione della Supercoppa nazionale femminile di pallavolo, si è svolta il 29 settembre 2024: al torneo hanno partecipato due squadre di club olandesi e la vittoria finale è andata per la prima volta all'Apollo 8.

## Regolamento
La formula ha previsto una gara unica.

## Squadre partecipanti
| Squadra  | Qualificazione                           |
| -------- | ---------------------------------------- |
| Apollo 8 | Vincitrice Coppa dei Paesi Bassi 2023-24 |
| Sneek    | Vincitrice Eredivisie 2023-24            |

## Torneo
| 29 settembre 2024 Sneker Sporthal, Sneek Durata: 1h:19 - Spettatori: ? | Sneek | 0 - 3 | Apollo 8 | 20-25, 24-26, 14-25 |